# Meu Sangue Ferve por Você
Meu Sangue Ferve por Você é um filme de comédia cinebiografica baseado na vida do cantor Sidney Magal, roduzido pela Manequim Filmes. É dirigido por Paulo Machline, com roteiro de Roberto Vitorino, Homero Olivetto, Paulo Machline e Thiago Dottori. Estrelado por Filipe Bragança e Giovana Cordeiro teve sua estreia em 30 de maio de 2024 nos cinemas.

## Sinopse
Em 1979, Sidney Magal, um dos artistas mais populares e celebrados do Brasil, vive uma rotina intensa de ensaios e compromissos em Salvador. Durante um programa de TV, ele conhece a deslumbrante Magali e se apaixona de maneira inédita e avassaladora. Para conquistá-la, ele precisa superar a resistência de seu empresário passional, Jean Pierre, além da desconfiança da família, dos amigos e da própria Magali.

## Elenco
- Filipe Bragança como Sidney Magal
- Giovana Cordeiro como Magali West
- Caco Ciocler como Jean Pierre
- Emanuelle Araújo como Graça
- Sidney Santiago como 	Renan / Sandra Pink
- Julia Konrad como Tereza
- Tânia Tôko como Lurdes
- Pablo Morais como Claudinho
- Sol Menezzes como Anna
- Gustavo Novaes como Duda